# Bataille de Redjaf
Guerre des Mahdistes (1881-1899)
Batailles
- Aba
- El Obeid
- Première bataille d'El Teb
- Deuxième bataille d'El Teb
- Tamai
- Trinkitat
- El Eilafun
- Abu Klea
- Abu Kru
- Khartoum
- Kirbekan
- Hashin
- Tofrek
- Ginnis
- Metemma
- Toski
- Agordat
- Barca
- Tokar
- Serobeti
- Agordat
- Kassala
- Gulusit
- 1er Sebderat
- 2e Sebderat
- Mokram
- Tucruf
- Firkat
- Hafir
- Bedden
- Redjaf
- Abu Hamed
- Atbara
- Omdurman
- Fachoda
- Gedaref
- Roseires
- Umm Diwaykarat

La bataille de Redjaf est livrée dans l'enclave de Lado le 17 février 1897, pendant la guerre des Mahdistes. Elle oppose les troupes de l'État indépendant du Congo, commandées par le capitaine Chaltin aux guerriers mahdistes soudanais. Après un premier affrontement victorieux à Bedden en fin de matinée, Chaltin poursuit les Derviches et les attaque en fin de journée au village de Redjaf où ils se sont retranchés. Complètement battus, ces derniers abandonnent leurs positions et se replient en désordre vers le Soudan.